# Capteur d'humidité du sol

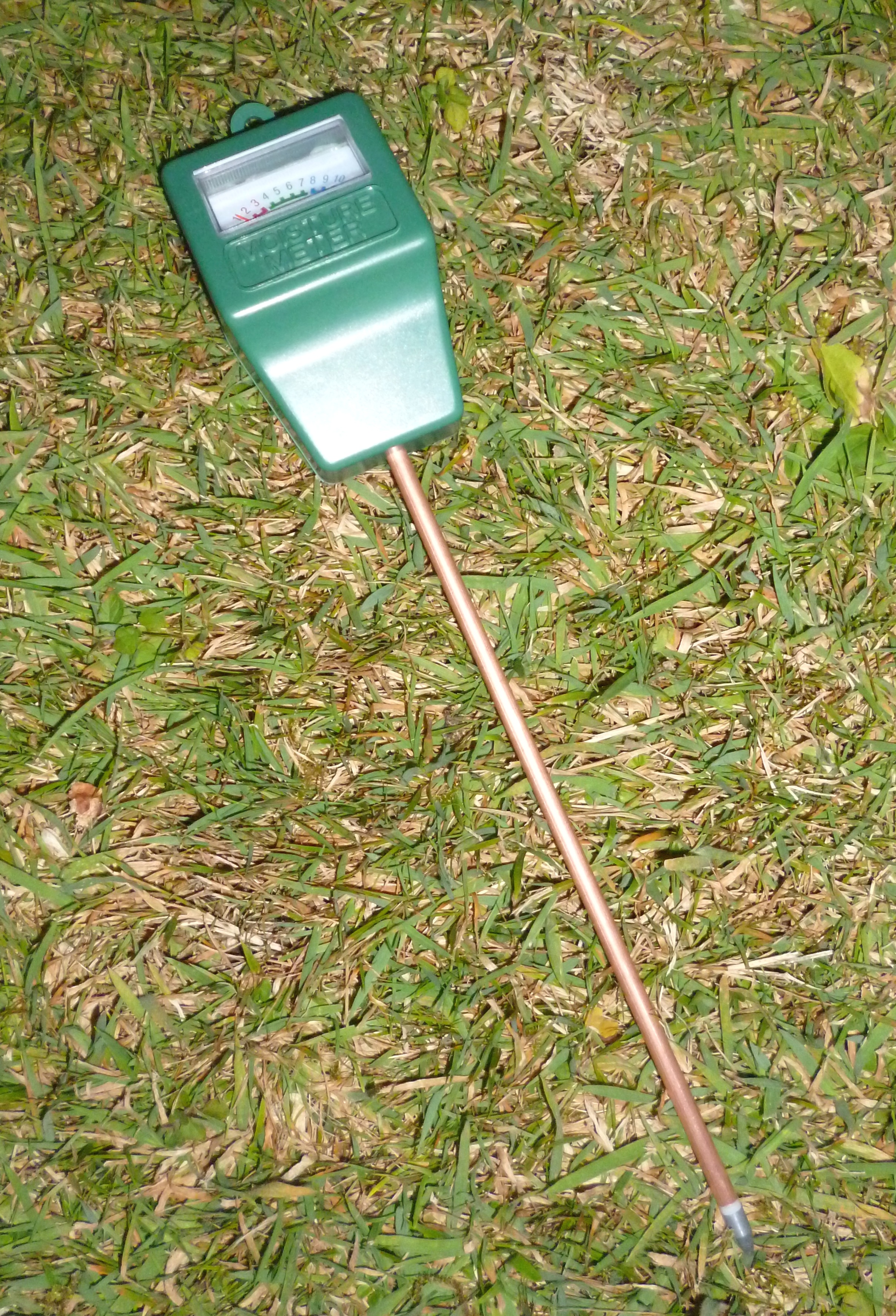
Simple capteur d'humidité du sol pour les jardiniers.

Les capteurs d'humidité du sol mesurent la teneur en eau volumétrique du sol. Étant donné que la mesure gravimétrique directe de l'humidité du sol libre nécessite le prélèvement, le séchage et le pesage d'un échantillon, les capteurs d'humidité du sol mesurent indirectement la teneur en eau volumétrique en utilisant une autre propriété du sol, telle que la résistance électrique, la constante diélectrique ou l'interaction avec les neutrons, comme indicateur de la teneur en humidité.
La relation entre la propriété mesurée et l'humidité du sol doit être étalonnée et peut varier en fonction de facteurs environnementaux tels que le type de sol (en), la température ou la conductivité électrique. Le rayonnement micro-ondes réfléchi est affecté par l'humidité du sol et est utilisé pour la télédétection en hydrologie et en agriculture. Les instruments à sonde portables peuvent être utilisés par les agriculteurs ou les jardiniers.
Les capteurs d'humidité du sol font généralement référence à des capteurs qui estiment la teneur en eau volumétrique. Une autre classe de capteurs mesure une autre propriété de l'humidité des sols appelée potentiel hydrique ; ces capteurs sont généralement appelés capteurs de potentiel hydrique du sol et comprennent des tensiomètres et des blocs de gypse.

## Technologie
Les technologies couramment utilisées pour mesurer indirectement la teneur en eau volumétrique (humidité du sol) comprennent :
- Capteur du domaine fréquentiel (en) (Frequency domain sensor, FDR) : La constante diélectrique d'un certain élément de volume autour du capteur est obtenue en mesurant la fréquence de fonctionnement d'un circuit oscillant.
- Transmission dans le domaine temporel (Time Domain Transmission, TDT) et réflectométrie dans le domaine temporel (Time Domain Reflectometry, TDR) : La constante diélectrique d'un certain élément de volume autour du capteur est obtenue en mesurant la vitesse de propagation le long d'une ligne de transmission enterrée[2] ; (Voir aussi humidimètre TDR)
- Jauges d'humidité à neutrons (en) : Les propriétés de modérateur de l'eau pour les neutrons sont utilisées pour estimer la teneur en humidité du sol entre une source et une sonde de détection.
- Résistivité du sol: La mesure de la résistance du sol au flux d'électricité entre deux électrodes peut être utilisée pour déterminer la teneur en humidité du sol.
- Cellule galvanique : La quantité d'eau présente peut être déterminée en fonction de la tension produite par le sol car l'eau agit comme un électrolyte et produit de l'électricité. La technologie derrière ce concept est la cellule galvanique[3].

## Application

### Agriculture
La mesure de l'humidité du sol est importante pour les applications agricoles afin d'aider les agriculteurs à gérer plus efficacement leurs systèmes d'irrigation. Connaissant les conditions exactes d'humidité du sol sur leurs champs, non seulement les agriculteurs peuvent généralement utiliser moins d'eau pour faire pousser une culture, mais ils sont également capables d'augmenter les rendements et la qualité de la culture en améliorant la gestion de l'humidité du sol pendant les stades critiques de croissance des plantes[réf. nécessaire].

### Irrigation paysagère
Dans les zones urbaines et suburbaines, les paysages et les pelouses résidentielles utilisent des capteurs d'humidité du sol pour s'interfacer avec un contrôleur d'irrigation. La connexion d'un capteur d'humidité du sol à une simple horloge d'irrigation le convertira en un contrôleur d'irrigation « intelligent » qui empêche les cycles d'irrigation lorsque le sol est déjà humide, par exemple à la suite d'un événement pluvieux récent.
Les terrains de golf utilisent des capteurs d'humidité du sol pour augmenter l'efficacité de leurs systèmes d'irrigation afin d'éviter le sur-arrosage et le lessivage des engrais et autres produits chimiques dans le sol[réf. nécessaire].

### Recherche
Les capteurs d'humidité du sol sont utilisés dans de nombreuses applications de recherche, par exemple dans les sciences agricoles et l'horticulture, y compris la planification de l'irrigation, la recherche sur le climat ou les sciences de l'environnement, y compris les études de transport des solutés et comme capteurs auxiliaires pour les mesures de la respiration du sol.

### Capteurs simples pour les jardiniers
Des appareils relativement bon marché et simples ne nécessitant pas de source d'alimentation sont disponibles pour vérifier si les plantes ont suffisamment d'humidité pour prospérer. Après avoir inséré une sonde dans le sol pendant environ 60 secondes, un compteur indique si le sol est trop sec, humide ou humide pour les plantes[réf. nécessaire].